# محمد حنصال
محمد حنصال (ولد في 6 نوفمبر 1947 في وهران) حكم جزائري متقاعد في كرة القدم حكم مباراة واحدة في كأس العالم 1990 بإيطاليا.

## روابط خارجية
- محمد حنصال على موقع Soccerway.com (الإنجليزية)
- الملف الشخصي للحكم نسخة محفوظة 3 أكتوبر 2012 على موقع واي باك مشين. - الحكم العالمي